# Leptothyrium coriariae
Leptothyrium coriariae är en svampart som först beskrevs av Miles Joseph Berkeley, och fick sitt nu gällande namn av Pier Andrea Saccardo 1884. Leptothyrium coriariae ingår i släktet Leptothyrium, divisionen sporsäcksvampar och riket svampar.   Inga underarter finns listade i Catalogue of Life.